# Brug 974
Brug 974 is een bouwkundig kunstwerk in Amsterdam-Noord. 
Dit viaduct voor snel verkeer regelt sinds 1976 de verbinding tussen twee delen van de wijk Banne Buiksloot (noordoost en zuidoost). Zij worden gescheiden door een afwateringstocht behorende bij de IJdoornlaan. Brug 974 werd verhoogd over die waterweg gebouwd, niet vanwege scheepvaartverkeer maar omdat die IJdoornlaan als hoofdverkeersroute op een dijklichaam werd aangelegd in een systeem van gescheiden verkeersstromen.
Het ontwerp van de brug is afkomstig van Dirk Sterenberg en de Dienst der Publieke Werken. Ze werd aangelegd tijdens de verlenging van die IJdoornlaan die minstens tot 1975 vanuit het westen ophield bij het Noordhollandsch Kanaal en in die jaren middels brug 970 over dat kanaal richting het westen werd doorgetrokken. Dat betekende volop werk voor Sterenberg, want niet alleen brug 974 en brug 970 zijn door hem ontworpen maar ook de tussenliggende bruggen Statenjachtbrug (brug 967) en voet- en fietsbrug brug 975. Twee andere bruggen in het traject tussen kanaal en Oosterlengte (bruggen 968 en 969) werden niet gebouwd.
De ontwerpen van Sterenberg zijn los van de losse ontwerpen in te delen in series, waarbinnen Sterenberg varieerde. De brug 974 is dan ook een variatie op de talloze viaducten die Sterenberg ontwierp voor met name Amsterdam-Zuidoost. Dit is te herkennen aan de randplaten, de plaats waar het nummerplaatje zit (in de balustrade) en de plaatsing van lantaarns. De brug werd tegelijkertijd ontworpen en gebouwd met de brug 972, die de naam Westerlengtebrug kreeg; brug 974 in Oosterlengte kreeg geen vernoeming (gegevens 2022). Het viaduct overspant niet alleen de afwateringstocht maar ook twee fietspaden aan weerszijden van die watergang.

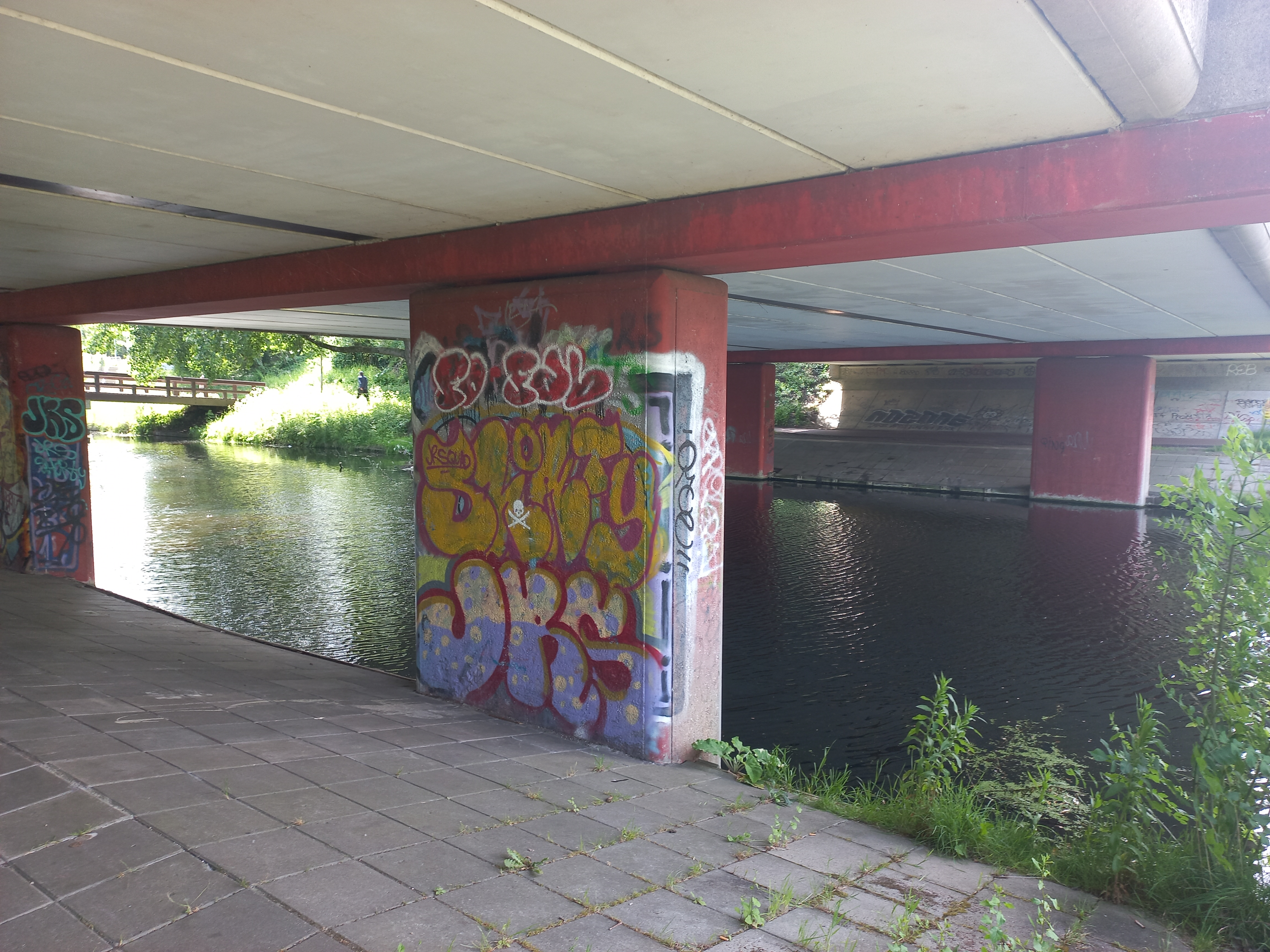
Pijlers en liggers van brug 974 (mei 2022)

<<< · 900 · 901 · 904 · 905 · 906 · 907 · 908 · 909 · 912 · 913 · 914 · 915 · 916 · 917 · 918 · 919 · 920 · 923 · 924 · 930 · 932 · 933 · 934 · 935 · 936 · 937 · 939 · 943 · 944 · 945 · 946 · 947 · 948 · 949 · 950 · 951 · 952 · 953 · 954 · 956 · 957 · 958 · 959 · 960 · 961 · 962 · 963 · 964 · 965 · 966 · 967 · 968 · 970 · 971 · 972 · 973 · 974 · 975 · 978 · 979 ·  980 · 981 · 984 · 985 · 986 · 987 · 988 · 989 · 990 · 991 · 992 · 993 · 994 · 995 · 996 · 997 · 998 · 999 · >>>
Brugnummers  902, 903, 910, 911, 920, 921, 922, 925, 926, 927, 928, 929, 931, 937, 938, 940, 941, 942, 955, 969, 976, 977, 982, 983 zijn niet (meer) vergeven.